# 골재

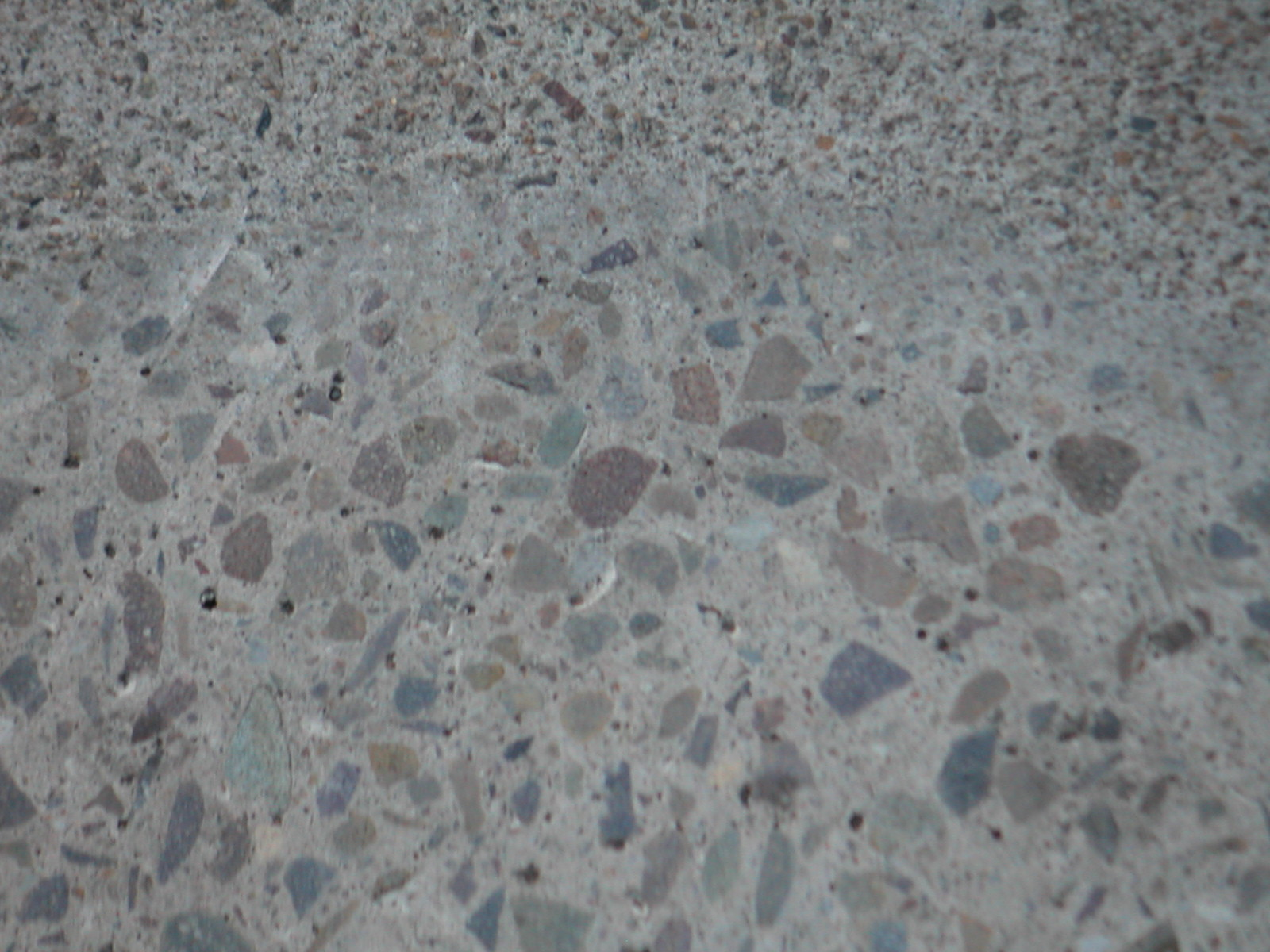
콘크리트 절단면에서 보이는 골재

골재(骨材)는 하천·산림·공유수면 기타 지상·지하 등에 부존되어 있는 암석(쇄석용에 한함), 모래 또는 자갈로서 건설공사의 기초 재료로 쓰이는 것을 말한다. 골재는 주로 콘크리트나 모르타르를 만들 때 쓰이며, 입자의 크기, 중량, 생산지에 따라 분류된다.

## 골재의 분류

### 입자의 크기에 따른 분류
대한민국 시방서에 규정된 체의 통과 여부로 구분
- 잔골재 (세골재(細骨材))

- 0.08 mm 이상, 5 mm 이하, 모래
- 굵은골재 (조골재(粗骨材))

- 5 mm 이상, 자갈

### 중량에 따른 분류

#### 보통골재
- 화강암, 사암, 기반암으로 구성.
- 보통의 토목, 건축구조물에 이용되는 일반적인 골재
- 중량: 2400 kg/m3,160 lbf/ft3 (비중 2.50-2.65)

#### 경량골재
경량골재(lightweight aggregate)는 천연 경량골재와 인공 경량골재로 구분되며, 천연 경량골재에는 경석 화산자갈, 응회암, 용암 등이 있으며, 인공 경량골재에는 팽창성 혈암, 팽창성 점토, 플라이 애쉬 등을 주원료로 하여 인공적으로 소성한 인공 경량골재와 팽창 슬래그, 석탄 찌꺼기 등과 같은 산업 부산물인 경량골재 및 그 가공품이다. 골재의 내부는 다공질이고 표면은 유리질의 피막으로 덮인 구조로 되어 있으며, 잔골재는 절건밀도가 0.0018 g/mm3미만, 굵은 골재는 절건밀도가 0.0015 g/mm3미만인 것이다.
- 경석, 진주암(펄라이트) 등 다공성 돌로 구성.
- 콘크리트의 중량을 감소시킬 목적으로 쓰이는 가벼운 골재
- 중량: 1800 kg/m3, 120 lb/ft3 (비중 2.50이하)

### 생산에 따른 분류
- 천연 골재 : 채석장, 하천 퇴적물, 자갈 채취장에서 얻어지는 골재들을 천연골재라 한다.
- 인공 골재 : 제철소 또는 제강소의 슬래그 폐기물, 팽창성 셰일, 점토로 만들어진 경량골재 또는 방사능 차폐에 이용되는 중량 콘크리트 제작에 사용되는 제강슬래그를 이용한 골재 등이 인공 골재에 해당한다.

## 골재의 일반적 성질

### 입도
골재의 크고 작은 입자가 혼합된 정도를 골재의 입도(粒度, grading)라 한다. 골재 입자의 크기는 KS F 2502의 골재 체가름 시험(sieve analysis)에 의하여 구하며, 시험 결과를 정리한 것이 입도곡선이다. 입도곡선을 수치화한 것이 조립률(fineness modulus, FM)이다.

### 굵은 골재의 최대치수
골재가 질량비로 90% 통과하는 체 중 가장 작은 체의 치수를 굵은 골재의 최대치수로 정한다. 골재의 치수가 크면 좋은 점은 배합 시 비표면적이 줄어들고 소요 결합재량이 줄어든다는 것이 있다. 그러나 치수가 크게 되면 시공 시 타설 작업이 어렵게 되는 단점이 생긴다. 따라서 골재를 적절한 최대치수로 제한하는 것이 필요해진다.

### 비중
비중은 네 가지로 정리된다. 건조상태 비중, 표면건조 포화상태(SSD) 비중, 겉보기 비중, 유효 비중이 그것이다.
굵은 골재의 비중을 재려면 골재 샘플을 24시간동안 물 속에 담가놨다가 물 속에서의 질량을 우선 잰다. 그 다음 시료를 SSD 상태로 건조시키고 다시 질량을 잰다. 그 후 최종적으로 시료가 일정한 질량이될 때까지 건조시키고 다시 질량을 잰다. 비중과 흡수율을 계산하는 식은 다음과 같다.
건조상태 비중{\displaystyle ={\frac {A}{B-C}}}
표면건조 포화상태 비중{\displaystyle ={\frac {B}{B-C}}}
겉보기 비중{\displaystyle ={\frac {A}{A-C}}}
흡수율(%){\displaystyle ={\frac {B-A}{A}}\times 100}
A : 건조상태 질량
B : SSD 상태 질량
C : 수중 질량
잔골재의 비중을 재는 방법은 굵은 골재의 비중을 재는 방법과 약간 다르다. 우선 잔골재 샘플을 24시간동안 물 속에 담가놨다가 SSD 상태로 건조시킨다. SSD 상태 잔골재 시료 500g을 일정 부피의 플라스크, 피크노미터(비중병, pycnometer)에 넣고 피크노미터에서 그 부피의 눈금까지 물을 더 넣은 후 질량을 잰다. 이후 시료를 건조시키고 질량을 다시 잰다. 이것을 식으로 정리하면 다음과 같다.
건조상태 비중{\displaystyle ={\frac {A}{B+S-C}}}
표면건조 포화상태 비중{\displaystyle ={\frac {S}{B+S-C}}}
겉보기 비중{\displaystyle ={\frac {A}{B+A-C}}}
흡수율(%){\displaystyle ={\frac {S-A}{A}}\times 100}
A : 건조상태 질량
B : 물로 채워진 피크노미터 질량
C : 골재와 물로 채워진 피크노미터 질량
S : 시료의 SSD 상태 질량

### 단위용적중량
포틀랜드 시멘트 콘크리트 배합 설계 시에는 골재의 단위용적중량이 필요하다. 부피를 아는 강체 용기에 골재를 다져 넣어 단위용적중량을 구하게 된다.
{\displaystyle \gamma _{b}={\frac {W_{s}}{V}}}

## 골재의 상태
골재는 수분 포함 정도에 따라 네 가지 상태로 분류할 수 있다. 절대건조상태는 골재에 수분이 전혀 없는 상태다. 공기 중 건조상태는 골재 내 공극에 약간의 수분을 포함하고 있지만 공극이 완전히 수분으로 포화되지는 않은 상태이다. 표면건조 포화상태(SSD; Saturated Surface-Dry)는 골재의 공극이 모두 수분으로 채워져 포화되어 있지만, 표면에는 수분이 없는 상태를 말한다. 습윤상태는 골재의 공극 전부와 표면에 수분을 함유하고 있는 상태이다. 시멘트를 수화시키는 데 드는 물은 SSD 상태에 더해진 자유수가 쓰인다.
골재의 상태에 따른 수량 또는 비율을 몇 가지 정의할 수 있다. 자유수량(free moisture)은 실제 함수량과 표면건조 포화상태(SSD) 함수량의 차이를 말한다. 자유수율은 함수율 - 흡수율이다. 함수율 MC는 다음 식으로 정의한다.
{\displaystyle MC={\frac {W_{moist}-W_{dry}}{W_{dry}}}\times 100}
Wmoist : 습윤상태 골재 중량
Wdry : 절대 건조상태 골재 중량

## 골재의 이용
채취장에서 채취된 골재는 품질이 항상 균일하지 않다. 따라서 제작 중에 여러 번의 시험을 거쳐야 한다. 채취된 골재는 토목 프로젝트의 비용 및 사용 편의성에 따라 적절하게 사용된다. 크기가 큰 입자들의 품질, 미세입자들의 성질과 양, 골재의 입도분포를 판단하여 골재원으로 사용하기 적합한지 결정을 내린다.
골재의 사용 목적으로는 기초, 포장의 기초재료로 사용하는 것, 포틀랜드 시멘트 콘크리트 또는 아스팔트 콘크리트의 구성재료로 사용하는 것이 있다. 골재가 콘크리트의 제작에 사용되는 경우 필요한 시멘트 페이스트의 양을 줄이는 역할을 골재가 한다. 골재의 체적안정성이 큰 이유로, 일정 범위 내에서 최대한 골재를 많이 넣는 것이 콘크리트의 품질 향상에 바람직하다.

## 참고 문헌
- 국토교통부 (2016). “콘크리트표준시방서” (PDF). 2018년 11월 2일에 확인함.
- Michael S. Mamlouk; John P. Zaniewski (2016). 《실험과 함께하는 건설재료학》. 동화기술. ISBN 9788942590896.